# Pöhla
Pöhla – dzielnica niemieckiego miasta Schwarzenberg/Erzgeb. w Saksonii, w Erzgebirgskreis, do 31 grudnia 2007 była to samodzielna gmina. Leży w Rudawach, nad Pöhlwasser, około 90 km na południowy zachód od Drezna i 5 km od granicy z Czechami.
Za rok pierwszego osiedlenia się ludzi na terenie dzielnicy przyjmuje się rok 1959. Pierwsze udokumentowane wzmianki o Kleinpöhla jako villa Bele pochodzą z 1480. Początkowo rozwijały się dwie oddzielne miejscowości: Großpöhla i Kleinpöhla. Każda posiadała swoją małą hutę żelaza i kuźnię (Siegelhof i Pfeilhammer). Miejscowości oficjalnie połączono 13 grudnia 1885. W 1947 w pobliskiej kopalni zaczęto wydobywać uran, kopalnia była własnością Wismut GmbH.
Pöhla była kilkakrotnie nawiedzana przez powodzie (lata 1661, 1897, 2002). W 1932 oddano do użytku skocznię narciarską imienia Alberta Leina (obecnie Pöhlbachschanze).

## Demografia
Dane na 31 grudnia danego roku.
| - 1982 − 1738 - 1983 − 1718 - 1984 − 1691 - 1985 − 1625 - 1986 − 1584 - 1987 − 1554 - 1988 − 1537 | - 1989 − 1469 - 1990 − 1427 - 1991 − 1407 - 1992 − 1387 - 1993 − 1372 - 1994 − 1357 - 1995 − 1356 | - 1996 − 1357 - 1997 − 1374 - 1998 − 1383 - 1999 − 1402 - 2000 − 1384 - 2001 − 1382 - 2002 − 1352 | - 2003 − 1316 - 2004 − 1291 - 2005 − 1275 - 2006 − 1267 |

 Źródło: Statistisches Landesamt des Freistaates Sachsen

## Zabytki
- Największe w Europie groty cynowe
- Budynek starego ratusza
- Budynek szkoły z 1764
- Kościół ewangelicko-augsburski z 1933

## Ludzie związani z Pöhla
- Jens Weißflog, skoczek narciarki, dorastał w Pöhla
- Max Schreyer, poeta, pracował w Pöhla jako leśniczy